# Katharina von Bock
Katharina von Bock (* 1968 in Köln) ist eine deutsche Schauspielerin und Hörspielsprecherin.

## Leben
Ihre erste Rolle hatte Katharina von Bock im Jahre 1984 in der Hörspielreihe nach Astrid Lindgrens Ronja Räubertochter. Dort hatte sie die Titelrolle und sprach zusammen mit ihrem Bruder Marcus von Bock zwei Folgen ein, die 2006 auch als CD veröffentlicht wurden.
Von 1989 bis 1993 studierte sie an der Hochschule für Musik und Theater Hamburg, worauf von 1993 bis 1998 Engagements am Schauspielhaus Zürich folgte. Unter anderem stand sie in Dantons Tod (1994), Was ihr wollt (1995) und Best of Physiker (1998) auf der Bühne.
Bekannt ist Katharina von Bock auch durch ihre Rolle als „Sabina“ in der TV-Serie Lüthi und Blanc und dem Supermodel „Debbie“ in der TV-Serie Flamingo. Filmrollen hatte die Schauspielerin unter anderem in Die Propellerblume (1996), Hildes Reise (2003) Grounding (2006) und Happy New Year (2008)
Katharina von Bock ist verheiratet und Mutter einer Tochter und zweier Söhne.

## Filmografie (Auswahl)
- 2000–2006: Lüthi und Blanc (Schweizer Seifenoper)
- 2006: Grounding – Die letzten Tage der Swissair (Schweizer Kinofilm) als Jaqualyn Fouse
- 2018: Tatort: Friss oder stirb

## Hörspiele (Auswahl)
- 1980: Alan Alexander Milne: Pu der Bär (9 Teile) (Klein Ruh) – Bearbeitung, Komposition und Regie: Charlotte Niemann (Kinderhörspiel – RB)